# 聖母マリアと福者ヘルマン・ヨーゼフの神秘の婚約
『福者ヘルマン・ヨーゼフの幻視』（ふくしゃヘルマン・ヨーゼフのげんし、蘭: Het visioen van de zalige Hermann Joseph, 英: The Vision of the Blessed Hermann Joseph）として知られる『聖母マリアと福者ヘルマン・ヨーゼフの神秘の婚約』（せいぼマリアとふくしゃヘルマン・ヨーゼフのしんぴのこんやく、独: Mystische Verlobung des heiligen Hermann Joseph mit Maria）は、バロック期のフランドル出身のイギリスの画家アンソニー・ヴァン・ダイクが1629年から1630年に制作した絵画である。油彩。主題は12世紀から13世紀頃のキリスト教の聖人である聖ヘルマン・ヨーゼフの伝説から採られている。本作品および『聖ロザリアの戴冠』（De kroning van de heilige Rosalia）はいずれもアントウェルペンにあるイエズス会の聖イグナチオ教会（Saint Ignatius Church, 後に聖カロルス・ボロメウス教会に改称）の誓願修道士館における未婚男子の平信徒兄弟会の礼拝堂のために制作された。両作品は1776年まで同教会に保管され、神聖ローマ帝国の女帝マリア・テレジアによって購入された。現在はウィーンの美術史美術館に所蔵されている。

## 主題
聖ヘルマン・ヨーゼフは12世紀半ば以降にドイツのケルンの裕福ではない貴族の家に生まれた。ヘルマンは神秘主義に著しく傾倒し、幼少期より聖母マリアの信仰に専心し、12歳のときには修道士としてアイフェル地方のプレモントレ会のシュタインフェルト修道院に入った。伝説によると彼の信仰の深さのために聖母マリアはしばしばヘルマンの前に姿を現した。ヘルマンは聖母マリアを敬慕する説教文や賛歌を執筆し、彼の熱い信仰心のために同職者たちからヘルマンの添え名を与えられた。そののち、処女マリアがヘルマンと神秘的な結婚をするために2人の天使を伴って出現したという。この伝説はアレクサンドリアの聖カタリナに代表される幼児キリストと聖女の神秘的な結婚に範を取ったものとされる。ヘルマンはしばしば司牧の役目を果たすために派遣され、時計の製造と修理を頻繁に行った。1241年4月7日にツュルピッヒのホーブンで死去。列聖はケルン大司教フェルディナントと神聖ローマ皇帝フェルディナント2世の要請により1626年に開始されたが中断され、1958年にローマ教皇ピウス12世によって正式に列聖された。

## 制作背景

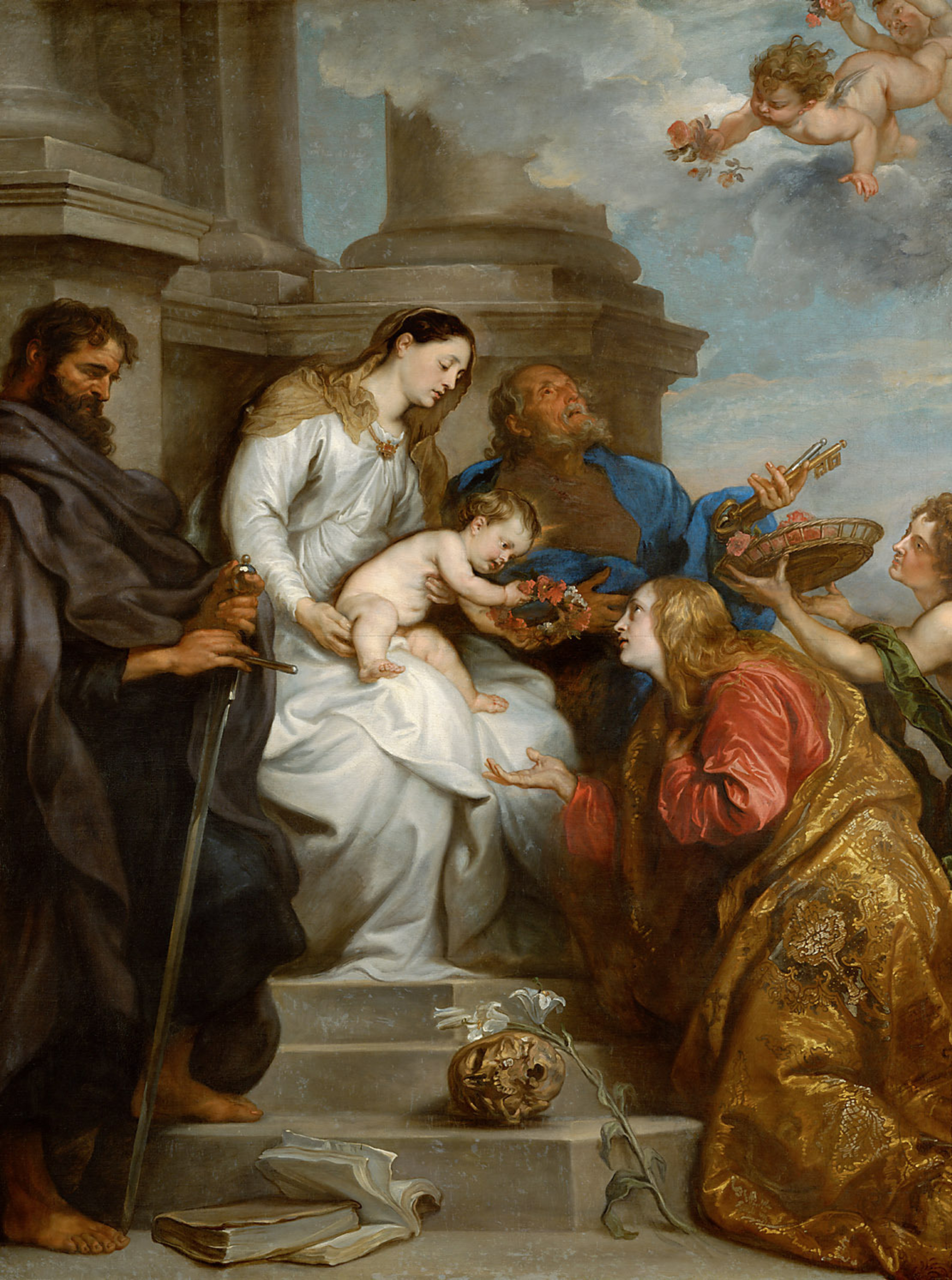
ヴァン・ダイクの『聖ロザリアの戴冠』。1629年。美術史美術館所蔵。

ヴァン・ダイクは1628年5月に聖イグナチオ教会の誓願修道士館における未婚男子の平信徒兄弟会に入会している。翌1629年にはこの礼拝堂のために大型の祭壇画『聖ロザリアの戴冠』を制作し、さらに1629年から1630年にかけて本作である『聖母マリアと福者ヘルマン・ヨーゼフの神秘の婚約』を制作した。
ドイツのプレモントレ会の修道士であるヘルマン・ヨーゼフがイエズス会の管轄下にある未婚男子の平信徒兄弟会の祭壇画として選択されるのは奇妙に見える。この点について、早くも1700年頃にアントウェルペンの歴史家パペプロヒウスは、当時兄弟会を指導していたヘルマン・スプライト神父は、自身の洗礼名と同じ名前を持つ聖人への崇敬ゆえにヘルマン・ヨーゼフを選択したと考えた。実のところ、プレモントレ会を創設したクサンテンの聖ノルベルトはアントウェルペンと関わりが深く、同都市の守護聖人であり、また同都市の聖ミカエル大修道院はプレモントレ会の最古の修道院の1つである。そのためアントウェルペンのプレモントレ会はしばしば重要な役割を果たしていた。1627年には聖ノルベルトの聖遺物がアントウェルペンにもたらされており、さらに聖ミカエル大修道院の院長ヨハネス・クリソストムス・ファン・デル・ステーレはヘルマン・ヨーゼフの伝記を執筆している。この伝記の中にはヘルマン・ヨーゼフと処女マリアの神秘の結婚についても言及されている。これらの理由により兄弟会の祭壇画の主題としてヘルマン・ヨーゼフが選択されたと考えられている。
なお、ヴァン・ダイクが兄弟会に入会したのは聖ノルベルトの聖遺物がアントウェルペンにもたらされた翌年であり、両作品を制作したのはさらにその翌年のことであった。報酬はそれぞれ300フルデン、150フルデンであった。この報酬が比較的少額であるのは彼が同兄弟会に入会していたからと考えられている。この兄弟会は聖母マリアに奉献されていたため、両作品はいずれも聖母マリア崇拝を主題としている。

## 作品

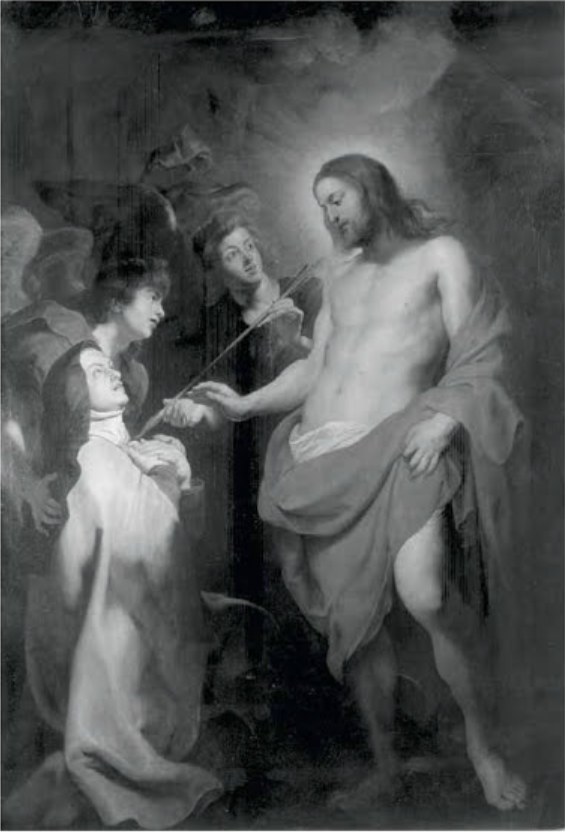
ピーテル・パウル・ルーベンスの失われた作品『アビラの聖テレサの法悦』。

ヴァン・ダイクはヘルマン・ヨーゼフの神秘の結婚の場面を、聖母の前でうやうやしくひざまずき、その手を取る聖人の姿で表している。聖母は天使に付き添われている。天使は右腕と肩を露出して聖母とヘルマン・ヨーゼフの間に立ち、笑顔でヘルマン・ヨーゼフの右手を取って聖母の指先へと導いている。
神秘の結婚の幻視はヘルマン・ヨーゼフの聖母マリアに対する崇拝の頂点であり、ひざまずいた彼の姿勢、身振り、表情に、深い愛情、献身、感情が表わされている。一方の聖母は離れて出現し、優位かつ冷静に見える。笑顔の天使は仲介者の役割を果たし、すべての感情が天使の波打つローブに集中しているかのようである。
画面左端の人物はヴァン・ダイクの自画像ではないかと示唆されているが、確証はない。絵画が制作されたときヴァン・ダイクは画面の人物ほどには若くはなかった。
図像的源泉としてはいくつかの作品が指摘されている。たとえば、本作品の構図はヘラルト・セーヘルスが制作した『聖フランシスコ・ザビエルの幻視』と類似しており、誓願修道士館の神父たちからこの作品を参照することを指示された可能性がある。また図像的により一層類似しているものとして、ピーテル・パウル・ルーベンスが1614年から1615年にかけてブリュッセルの跣足カルメル会修道院の教会堂のために制作し、現在は失われた『アビラの聖テレサの法悦』（Transverberatie van Sint Teresa）を手本としたことも考えられる。
またルーベンスの作品との比較により、両者の根本的な芸術的相違が指摘されている。ルーベンスの作品では古代古典まで遡行する人物像の彫塑性が明らかである。これに対し、ヴァン・ダイクは断続的な着彩を柔らかく用い、穏やかな動きで感情の様相を強調しており、人物たちの相互の関係性に重点を置いている。

## 来歴
『聖ロザリアの戴冠』と『聖母マリアと福者ヘルマン・ヨーゼフの神秘の婚約』は約150年の間、聖イグナチオ教会に所蔵されていた。しかし1773年にイエズス会がローマ教皇クレメンス13世によって解散されると、1776年、神聖ローマ帝国の女帝マリア・テレジアはこれらの作品をインペリアル・コレクションのためにアントウェルペンのイエズス会信心会から購入した。